# Sheriff Hutton with Cornbrough

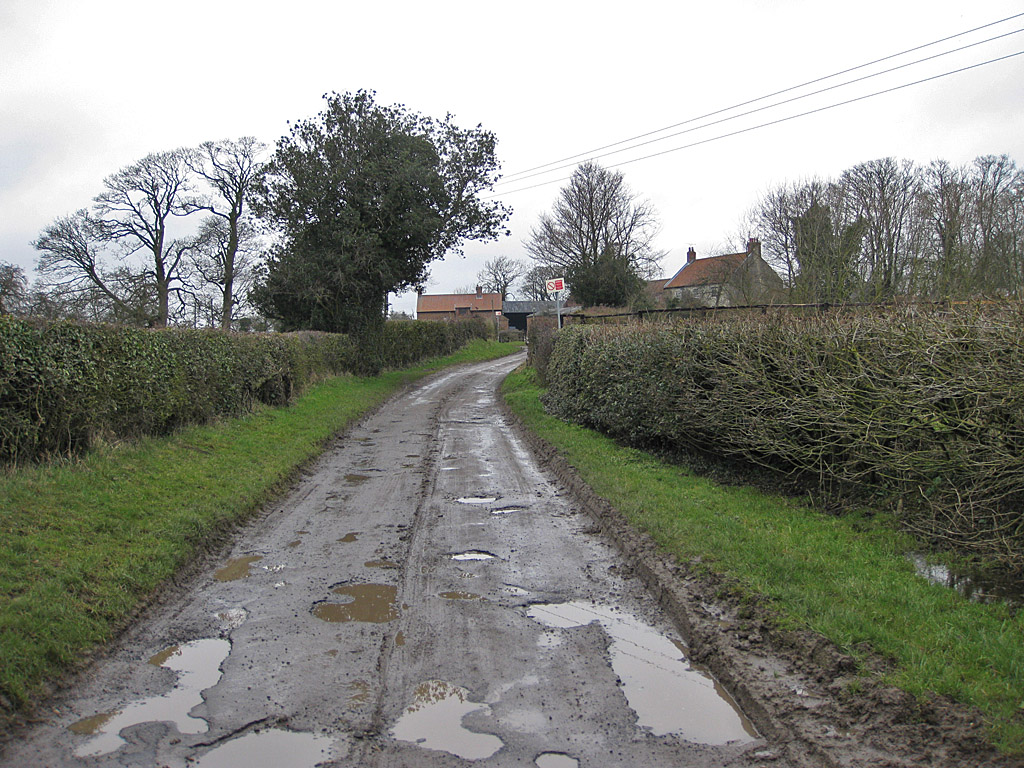
Cornborough

Sheriff Hutton with Cornbrough var en civil parish från 1866 till 1986 då den blev en del av Sheriff Hutton, i grevskapet North Yorkshire, i England. Civil parish var belägen 15 km från York och hade 766 invånare år 1971.